# Hüddingen

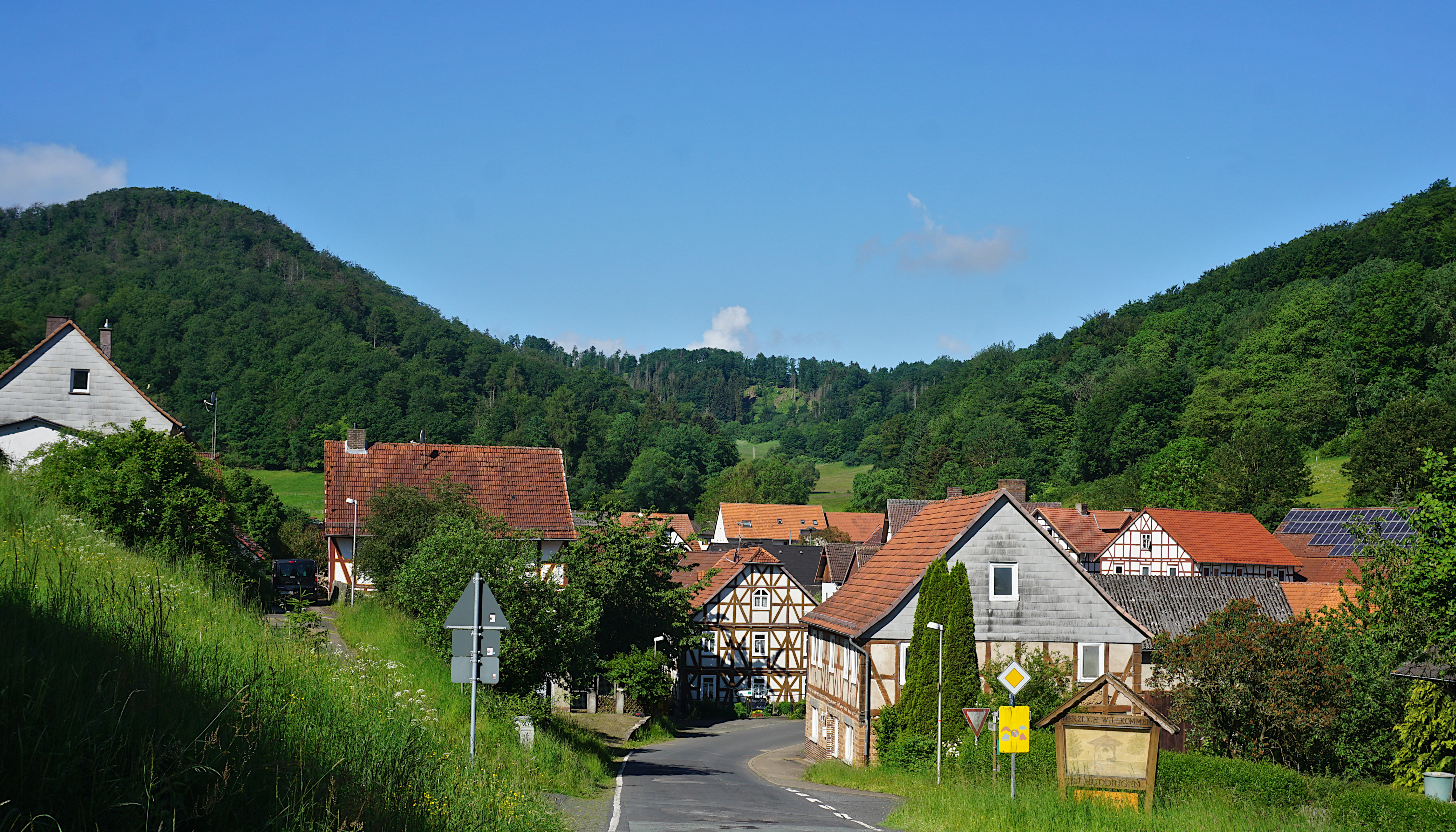
Der Blick von der Kirche in den Ort

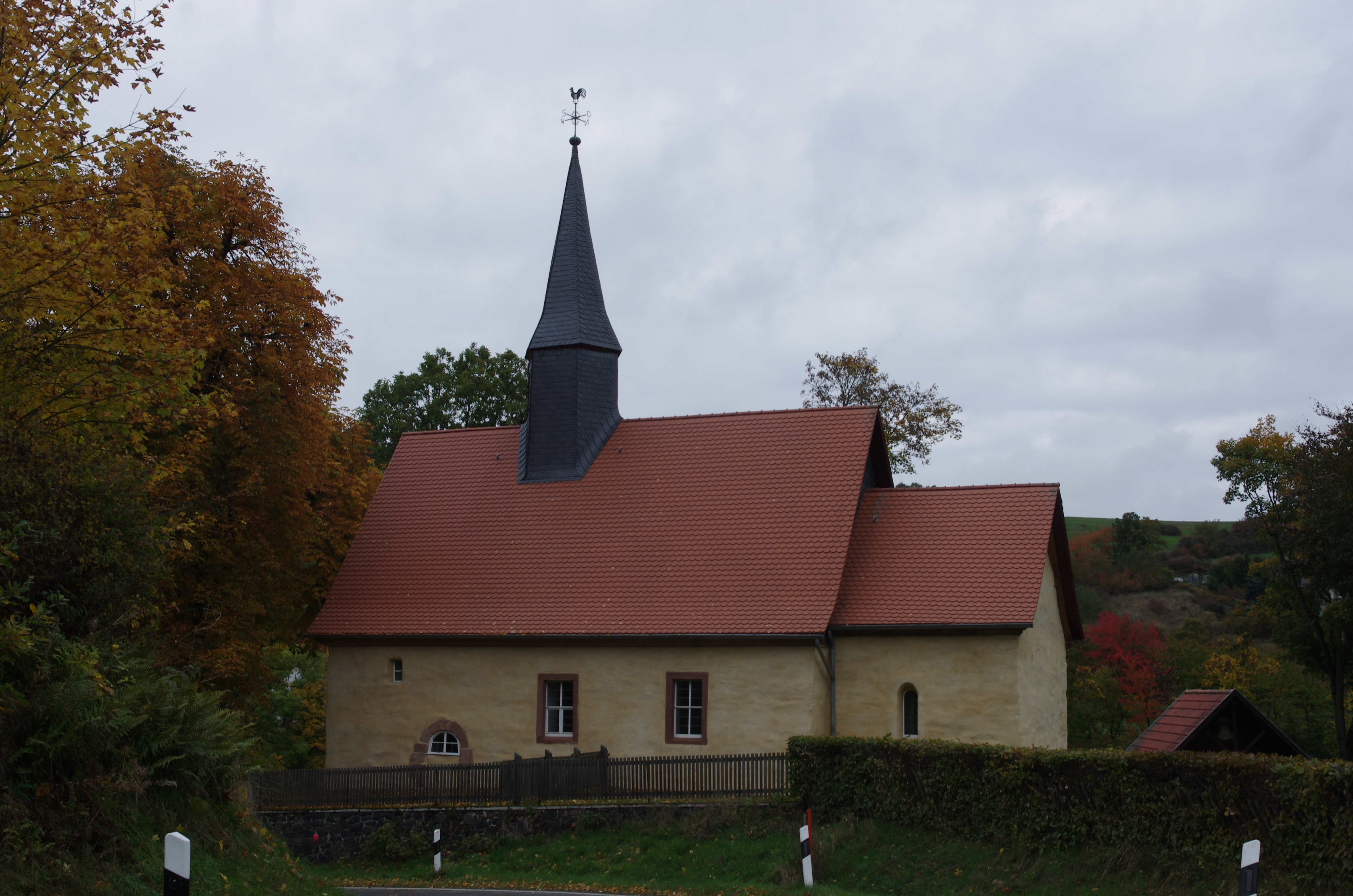
Die Kirche

Hüddingen ist der nach Einwohnerzahl kleinste Ortsteil der Stadt Bad Wildungen im nordhessischen Landkreis Waldeck-Frankenberg.

## Geographie und Verkehr
Das Haufendorf Hüddingen liegt westlich der Kernstadt von Bad Wildungen im Kellerwald und ist von Wald umgeben. Am Ostrand vereinigen sich drei kleine Quellbäche des insgesamt etwa 6 km langen Dreisbachs, der in Gellershausen von Süden kommend in den Eder-Zufluss Wesebach mündet.
Hüddingen liegt an der Kreisstraße 39 nördlich der Bundesstraße 253. Überörtliche Durchgangsstraßen berühren den Ort nicht. Im Ort endet die 6. Etappe und beginnt die 7. Etappe des Kellerwaldsteigs, und auch der Barbarossaweg führt durch das Dorf.

## Geschichte

### Ortsgeschichte
Die Siedlung „Heddingen“ wurde im Jahre 1209 erstmals urkundlich erwähnt, als das Fritzlarer Petri-Stift dort Einkünfte verzeichnete. 
Seit 1410 ist mit der Hüddinger Kirche eine Pfarrei verbunden. Bis zur Reformation gehörte sie zum Archidiakonat Fritzlar. Heute gehören die Bad Wildunger Stadtteile Albertshausen und Reinhardshausen zum evangelischen Kirchspiel Hüddingen.
Hessische Gebietsreform (1970–1977)
Im Zuge der Gebietsreform in Hessen wurde die bis dahin selbständige Gemeinde Hüddingen am 31. Dezember 1971 auf freiwilliger Basis in die Stadt Bad Wildungen eingemeindet.
Für Hüddingen wie für alle im Zuge der Gebietsreform nach Bad Wildungen eingegliederten Gemeinden wurden Ortsbezirke mit Ortsbeirat und Ortsvorsteher nach der Hessischen Gemeindeordnung gebildet.

### Verwaltungsgeschichte im Überblick
Die folgende Liste zeigt die Staaten und Verwaltungseinheiten, denen Hüddingen angehört(e):
- vor 1712: Heiliges Römisches Reich, Grafschaft Waldeck, Amt Wildungen
- ab 1712: Heiliges Römisches Reich, Fürstentum Waldeck, Amt Wildungen
- ab 1807: Fürstentum Waldeck, Amt Wildungen
- ab 1815: Fürstentum Waldeck, Oberamt der Eder
- ab 1816: Fürstentum Waldeck, Oberjustizamt der Eder
- ab 1850: Fürstentum Waldeck-Pyrmont (seit 1849), Kreis der Eder[Anm. 1]
- ab 1867: Fürstentum Waldeck-Pyrmont (Akzessionsvertrag mit Preußen), Kreis der Eder
- ab 1871: Deutsches Reich, Fürstentum Waldeck-Pyrmont, Kreis der Eder
- ab 1919: Deutsches Reich, Freistaat Waldeck-Pyrmont, Kreis der Eder
- ab 1929: Deutsches Reich, Freistaat Preußen, Provinz Hessen-Nassau, Regierungsbezirk Kassel, Kreis der Eder
- ab 1942: Deutsches Reich, Freistaat Preußen, Provinz Hessen-Nassau, Regierungsbezirk Kassel, Landkreis Waldeck
- ab 1944: Deutsches Reich, Freistaat Preußen, Provinz Kurhessen, Regierungsbezirk Kassel, Landkreis Waldeck
- ab 1945: Deutsches Reich, Amerikanische Besatzungszone, Groß-Hessen, Regierungsbezirk Kassel, Landkreis Waldeck
- ab 1946: Deutsches Reich, Amerikanische Besatzungszone, Hessen, Regierungsbezirk Kassel, Landkreis Waldeck
- ab 1949: Bundesrepublik Deutschland, Hessen, Regierungsbezirk Kassel, Landkreis Waldeck
- ab 1974: Bundesrepublik Deutschland, Hessen, Regierungsbezirk Kassel, Landkreis Waldeck-Frankenberg
- ab 1972: Bundesrepublik Deutschland, Hessen, Regierungsbezirk Kassel, Landkreis Waldeck, Stadt Bad Wildungen
- ab 1974: Bundesrepublik Deutschland, Hessen, Regierungsbezirk Kassel, Landkreis Waldeck-Frankenberg, Stadt Bad Wildungen

### Bevölkerung
Einwohnerstruktur 2011
Nach den Erhebungen des Zensus 2011 lebten am Stichtag dem 9. Mai 2011 in Hüddingen 93 Einwohner. Darunter waren keine Ausländer. Nach dem Lebensalter waren 18 Einwohner unter 18 Jahren, 36 waren zwischen 18 und 49, 21 zwischen 50 und 64 und 18 Einwohner waren älter. Die Einwohner lebten in 33 Haushalten. Davon waren 6 Singlehaushalte, 9 Paare ohne Kinder und 15 Paare mit Kindern, sowie 3 Alleinerziehende und keine Wohngemeinschaften. In 6 Haushalten lebten ausschließlich Senioren und in 18 Haushaltungen leben keine Senioren.
Einwohnerentwicklung
| Quelle: Historisches Ortslexikon |                          |
| • 1620:                          | 9 Häuser                 |
| • 1650:                          | 11 Häuser                |
| • 1770:                          | 17 Häuser, 129 Einwohner |

| Hüddingen: Einwohnerzahlen von 1770 bis 2020 | Hüddingen: Einwohnerzahlen von 1770 bis 2020 | Hüddingen: Einwohnerzahlen von 1770 bis 2020 | Hüddingen: Einwohnerzahlen von 1770 bis 2020 | Hüddingen: Einwohnerzahlen von 1770 bis 2020 |
| --- | -------------------------------------------- | -------------------------------------------- | -------------------------------------------- | -------------------------------------------- |
| Jahr |                                              |                                              |                                              | Einwohner                                    |
| 1770 | 1770                                         |                                              | 129                                          | 129                                          |
| 1800 | 1800                                         |                                              | ?                                            | ?                                            |
| 1834 | 1834                                         |                                              | 173                                          | 173                                          |
| 1840 | 1840                                         |                                              | 159                                          | 159                                          |
| 1846 | 1846                                         |                                              | 158                                          | 158                                          |
| 1852 | 1852                                         |                                              | 160                                          | 160                                          |
| 1858 | 1858                                         |                                              | 162                                          | 162                                          |
| 1864 | 1864                                         |                                              | 153                                          | 153                                          |
| 1871 | 1871                                         |                                              | 131                                          | 131                                          |
| 1875 | 1875                                         |                                              | 135                                          | 135                                          |
| 1885 | 1885                                         |                                              | 140                                          | 140                                          |
| 1895 | 1895                                         |                                              | 159                                          | 159                                          |
| 1905 | 1905                                         |                                              | 140                                          | 140                                          |
| 1910 | 1910                                         |                                              | 147                                          | 147                                          |
| 1925 | 1925                                         |                                              | 133                                          | 133                                          |
| 1939 | 1939                                         |                                              | 103                                          | 103                                          |
| 1946 | 1946                                         |                                              | 135                                          | 135                                          |
| 1950 | 1950                                         |                                              | 122                                          | 122                                          |
| 1956 | 1956                                         |                                              | 122                                          | 122                                          |
| 1961 | 1961                                         |                                              | 124                                          | 124                                          |
| 1967 | 1967                                         |                                              | 107                                          | 107                                          |
| 1980 | 1980                                         |                                              | ?                                            | ?                                            |
| 1990 | 1990                                         |                                              | ?                                            | ?                                            |
| 2000 | 2000                                         |                                              | ?                                            | ?                                            |
| 2011 | 2011                                         |                                              | 93                                           | 93                                           |
| 2015 | 2015                                         |                                              | 97                                           | 97                                           |
| 2020 | 2020                                         |                                              | 87                                           | 87                                           |
| Datenquelle: Historisches Gemeindeverzeichnis für Hessen: Die Bevölkerung der Gemeinden 1834 bis 1967. Wiesbaden: Hessisches Statistisches Landesamt, 1968. Weitere Quellen: bis 1967 LAGIS; Stadt Bad Wildungen; Zensus 2011 |                                              |                                              |                                              |                                              |

Historische Religionszugehörigkeit
| • 1885: | 159 evangelische (= 100 %) Einwohner                                |
| • 1961: | 119 evangelische (= 95,97 %), fünf katholische (= 4,03 %) Einwohner |

## Sehenswürdigkeiten
Sehenswert sind einige alte Bauernhäuser sowie das ehemalige Pfarrhaus, mit Balkeninschriften im Fachwerk.
Am östlichen Dorfrand, unmittelbar an der K 39, befindet sich auf dem einstigen "Zimmerplatz" ein kleines Fachwerkhaus, in dem eine ständige Ausstellung mit historischen Werkzeugen über die Zimmereiarbeit und die Hüddinger Geschichte informiert. Das kleine Museum wurde im Zuge der Vorbereitung zur 3. Hessischen Landesgartenschau im Jahre 2006 in Bad Wildungen mit Unterstützung der Berufsfachschule des Deutschen Zimmereihandwerkes Kassel errichtet.
Die ursprünglich wohl aus dem 12. Jahrhundert stammende, romanische Kirche wurde 1782 vollständig renoviert, enthält aber noch ihren romanischen rechteckigen Chor und ist damit das älteste erhaltene Gotteshaus in Bad Wildungen und eine der ältesten Kirchen im Kirchenkreis der Eder. Im Inneren befinden sich eine Sakramentsnische mit gotischen Minuskeln sowie 1853 freigelegte und restaurierte Wandmalereien im Chorraum (dargestellt ist eine stilisierte Schriftrolle mit der Jahreszahl 1513 in gotischen Minuskeln) und eine Balkeninschrift von 1616. Die Glocken stammen aus dem 15. und 16. Jahrhundert. Die erste Orgel wurde 1849 im Chorraum installiert und stammte von dem Orgelbauer Vogt; sie wurde 1955 durch eine Möller-Orgel an der Stirnwand des Kirchenschiffs ersetzt. Eine erneute Renovierung fand von 2001 bis 2007 statt.